# OpenWay
OpenWay Group — бельгійська компанія, яка займається бізнесом у сфері платіжних послуг. OpenWay Group є розробником «Way4», цифрової банківської та платіжної платформи. «Way4» охоплює всі аспекти платіжного бізнесу — керування обліковим записом, випуск карток, торговельний еквайринг, перемикання транзакцій, цифрові гаманці, токенізацію та автокартки. OpenWay Group зі штаб-квартирою в Бельгії має офіси по всьому світу та обслуговує клієнтів у 83 країнах.
Після анексії Криму Росією у 2014 році, коли Visa та Mastercard припинили надання послуг російським банкам в цьому регіоні, OpenWay Group була залучена до розробки альтернативної платіжної системи «Мир», щоб заповнити прогалину, яка утворилася. Задля ухилення від міжнародних санкцій OpenWay Group заснувала, як повідомляють, низку компаній-прокладок, через які підтримувала зв'язок з підсанкційними клієнтами.
Після російського повномасштабного вторгнення в Україну, наступної хвилі міжнародних санкцій та виходу Visa та Mastercard з російського ринку, «Мир» стала російською загальнонаціональною платіжною системою. OpenWay Group заявляє, що з квітня 2022 року вийшла з російського ринку і припинила обслуговувати своїх клієнтів. Однак компанія не може ані юридично, ані технічно завадити своїм колишнім клієнтам у використанні придбаного ними програмного забезпечення, тому що їхні «стандартні ліцензійні угоди щодо програмного забезпечення є безстроковими та не вимагають періодичного оновлення ліцензії, на відміну від угод, які укладають деякі [їхні] конкуренти». Така заява сприймається лише як димова завіса, оскільки OpenWay Group зберігає свою присутність на російському ринку та продовжує підтримувати російську національну платіжну систему.
У березні 2023 року НАЗК внесло компанію OpenWay Group до переліку міжнародних спонсорів війни. Причиною стало те, що компанія продовжила роботу на ринку Росії після російського повномасштабного вторгнення в Україну.